# Чемпіонат Німеччини з хокею 1956—1957
Чемпіонат Німеччини з хокею 1957 — 40-ий регулярний чемпіонат Німеччини з хокею, чемпіоном став ХК Фюссен.
Чемпіонат пройшов за новою формулою, на попередньому етапі у двох групах Захід та Південь, клуби виявили команди які у фінальному раунді розіграли звання чемпіона Німеччини.

## Попередній етап

### Група Захід
| М  | Команда          | І  | Пер | Н | Пор | Ш     | О  |
| -- | ---------------- | -- | --- | - | --- | ----- | -- |
| 1. | Бад-Наугайм      | 10 | 10  | 0 | 0   | 67:34 | 20 |
| 2. | «Маннхаймер ЕРК» | 10 | 8   | 0 | 2   | 57:21 | 16 |
| 3. | Дюссельдорф ЕГ   | 10 | 6   | 0 | 4   | 57:39 | 12 |
| 4. | Крефельдер ЕВ    | 10 | 3   | 0 | 7   | 40:48 | 6  |
| 5. | ХК Кельн         | 10 | 2   | 0 | 8   | 30:72 | 4  |
| 6. | Пройзен Крефельд | 10 | 1   | 0 | 9   | 30:61 | 2  |

Скорочення: М = підсумкове місце, І = ігри, Пер = перемоги, Н = нічиї, Пор = поразки, Ш = закинуті та пропущені шайби, О = набрані очки

### Група Південь
| М  | Команда      | І | Пер | Н | Пор | Ш     | О  |
| -- | ------------ | - | --- | - | --- | ----- | -- |
| 1. | СК Ріссерзеє | 8 | 7   | 0 | 1   | 76:32 | 14 |
| 2. | ХК Фюссен    | 8 | 6   | 0 | 2   | 67:28 | 12 |
| 3. | Бад Тельц    | 8 | 5   | 0 | 3   | 62:42 | 10 |
| 4. | СК «Веслінг» | 8 | 2   | 0 | 6   | 27:70 | 4  |
| 5. | Кауфбойрен   | 8 | 0   | 0 | 8   | 32:92 | 0  |

## Фінальний раунд
| М  | Команда          | І | Пер | Н | Пор | Ш     | О  |
| -- | ---------------- | - | --- | - | --- | ----- | -- |
| 1. | ХК Фюссен        | 8 | 7   | 1 | 0   | 61:18 | 15 |
| 2. | СК Ріссерзеє     | 8 | 5   | 0 | 3   | 31:31 | 10 |
| 3. | Бад Тельц        | 8 | 4   | 1 | 3   | 38:27 | 9  |
| 4. | «Маннхаймер ЕРК» | 8 | 1   | 1 | 6   | 26:45 | 3  |
| 5. | Бад-Наугайм      | 8 | 1   | 1 | 6   | 20:55 | 3  |

## Перехідний матч
- Пройзен Крефельд — СК Берлін 6:2

## Склад чемпіонів
ХК Фюссен:
Вільгельм Бехлер, Карл Фішер, Мартін Бек, Ернст Еггербауер, Пауль Амброс, Ернст Траутвайн, Маркус Еген, Макс Пфефферле, Фріц Клебер, Ксавер Унзінн, Георг Гуггемос, Вальтер Крьотц, Зігфрід Шуберт, Оскар Майрханс. Тренер: Бруно Ляйневебер.